# Asthenes
Asthenes – rodzaj ptaków z podrodziny ogończyków (Synallaxinae) w rodzinie garncarzowatych (Furnariidae).

## Zasięg występowania
Rodzaj obejmuje gatunki występujące w Ameryce Południowej.

## Morfologia
Długość ciała 14–22 cm; masa ciała 10–30 g.

## Systematyka

### Etymologia
- Asthenes: gr. ασθενης asthenes „nieistotny, mało znaczący”, od negatywnego przedrostka α- a-; σθενος sthenos „siła, moc”[5].
- Schizoeaca: gr. σχιζα skhiza „szczapa, polano”; οικια oikia „dom, mieszkanie”, od οικεω oikeō „zamieszkiwać”[6]. Gatunek typowy: Schizoeaca palpebralis Cabanis, 1873.

### Podział systematyczny
Do rodzaju należą następujące gatunki:

- Asthenes baeri (von Berlepsch, 1906) – koszykarz krótkodzioby
- Asthenes dorbignyi (Reichenbach, 1853) – koszykarz białobrzuchy
- Asthenes berlepschi (Hellmayr, 1917) – koszykarz samotny
- Asthenes luizae Vielliard, 1990 – koszykarz szarobrzuchy
- Asthenes hudsoni (P.L. Sclater, 1874) – koszykarz blady
- Asthenes urubambensis (Chapman, 1919) – koszykarz złotobrody
- Asthenes flammulata (Jardine, 1850) – koszykarz kreskowany
- Asthenes virgata (P.L. Sclater, 1874) – koszykarz peruwiański
- Asthenes maculicauda (von Berlepsch, 1901) – koszykarz smugosterny
- Asthenes humilis (Cabanis, 1873) – koszykarz smużkolicy
- Asthenes modesta (Eyton, 1852) – koszykarz andyjski
- Asthenes anthoides (P.P. King, 1831) – koszykarz południowy
- Asthenes wyatti (P.L. Sclater & Salvin, 1871) – koszykarz skalny
- Asthenes sclateri (Cabanis, 1878) – koszykarz rdzawoskrzydły
- Asthenes moreirae (Miranda-Ribeiro, 1905) – koszykarz płowy
- Asthenes heterura (von Berlepsch, 1901) – koszykarz boliwijski
- Asthenes pyrrholeuca (Vieillot, 1817) – koszykarz ostrodzioby
- Asthenes palpebralis (Cabanis, 1873) – koszykarz okularowy
- Asthenes ottonis (von Berlepsch, 1901) – koszykarz rdzawoczelny
- Asthenes vilcabambae (Vaurie, Weske & Terborgh, 1972) – koszykarz brodaty
- Asthenes ayacuchensis (Vaurie, Weske & Terborgh, 1972) – koszykarz rdzawobrody
- Asthenes helleri (Chapman, 1923) – koszykarz inkaski
- Asthenes harterti (von Berlepsch, 1901) – koszykarz czarnogardły
- Asthenes pudibunda (P.L. Sclater, 1874) – koszykarz kanionowy
- Asthenes coryi (von Berlepsch, 1888) – koszykarz wenezuelski
- Asthenes perijana (W.H. Phelps Jr., 1977) – koszykarz oliwkowy
- Asthenes fuliginosa (Lafresnaye, 1843) – koszykarz białobrody
- Asthenes griseomurina (P.L. Sclater, 1882) – koszykarz mysi